# 天保山
天保山是位于日本大阪市港區天保山公園內一座人造山，高度4.53米，現在為全日本第二低的山。
在日本国土地理院發行的地形圖中，記載了天保山的山名，在山頂也設有二等三角點，在大阪市政府的網頁中記載為「日本最低的山」。但在2014年4月9日日本國土地理院的調查中，位於宮城縣仙台市宮城野區的日和山由於受到2011年日本東北地方太平洋近海地震之海嘯的影響，高度只剩下3米，取代了天保山成為全日本最低的山。

## 歷史
在1831年（天保2年）開始的2年間，當時政府為疏浚安治川，將挖出的砂土堆積在此成為人工山，最初的高度有20米，在當時已經是旅遊景點。幕末時，由于建設炮臺而移除了部分山土，加上地質下沉，高度大幅下降。